# Гави (футболист)
Па́бло Мартин Па́eс Гави́ра, по-известен като Гави (на испански: Pablo Martín Páez Gavira; испанско произношение [maɾˈtin] and [ɡaˈβiɾa] роден на 5 август 2004 г. в Лос Паласиос и Вилафранка) е испански футболист, играе като атакуващ полузащитник и се състезава за испанския Барселона и националния отбор на Испания.

## Успехи
- Носител на премията Golden Boy (1): 2022
- Носител на Трофей Копа (1): 2022
- Ла Лига (2): 2022/23, 2024/25
- Купа на краля (1): 2024/25
- Суперкупа на Испания (2): 2022/23, 2024/25
- Лига на нациите (1): 2022/23